# Женская сборная Франции по волейболу
Женская национальная сборная Франции по волейболу (фр. Équipe de France de volley-ball féminin) — представляет Францию на международных соревнованиях по волейболу. Управляющей организацией выступает Французская федерация волейбола (Fédération française de volley-ball — FFVB).

## История
Волейбол во Франции появился в начале 1910-х годов. Первыми популяризаторами новой игры были организации Ассоциации молодых христиан (YMKA), а также солдаты и офицеры американской армии. В 1936 была образована Французская федерация волейбола, в 1947 ставшая одним из соучредителей Международной федерации волейбола (ФИВБ). С 1938 проводятся чемпионаты Франции среди мужских, а с 1941 — и среди женских команд.
Выход женской сборной Франции на международную арену состоялся на первом чемпионате Европе, прошедшем в 1949 году в столице Чехословакии Праге. В стартовом туре 10 сентября французские волейболистки уступили со счётом 0:3 хозяйкам первенства — команде Чехословакии. Затем сборная Франции победила Венгрию и Нидерланды и проиграла командам СССР, Польши и Румынии, заняв на турнире 5-е итоговое место.
Через два года на домашнем чемпионате Европы французская национальная команда показала свой до сих пор лучший результат на официальных соревнованиях под эгидой ФИВБ и ЕКВ, став 4-й. В этом континентальном первенстве из сильнейших европейских команд приняли участие лишь сборные СССР и Польши.
В 1952 году сборная Франции была среди участников первого чемпионата мира по волейболу среди женщин, прошедшего в Москве. Потерпев 6 поражений и одолев лишь команду Индии, французские волейболистки заняли 7-е место среди 8 команд.
В последующие годы команда ни разу не смогла войти в состав призёров ни чемпионатов Европы, ни чемпионатов мира, последнее участие в котором датировано 1974 годом. На Олимпиады французские волейболистки не квалифицировались ни разу. Все медальные достижения национальной команды Франции связаны только со Средиземноморскими играми и Кубком весны, в котором до конца 1980-х принимали участие сборные стран Западной Европы.
Начиная с 2007 сборная регулярно оказывается среди участников финальной стадии чемпионатов Европы, а в континентальном первенстве 2013 года сумела добраться до четвертьфинала, где в уступила сборной Бельгии 2:3, хотя после трёх партий счёт был 2:1 в пользу француженок.
В октябре 2013 года в тренерском штабе сборной произошли перемены. Вместо Фабриса Виаля, возглавлявшего национальную команду с 2007 года, руководить игрой сборной назначен тренерский дуэт в составе бразильского специалиста, наставника лучшей французской мужской команды «Тур» Маурисио Паэса и его ассистентки Магали Магэль — тренера женской команды «Мюлуз». Перед ними была поставлена задача вывести женскую сборную Франции, занимающую в европейском рейтинге место в середине второго десятка, на предстоящий в 2014 году чемпионат мира. Эти меры не принесли результата и национальная команда, проиграв все три матча в своей отборочной группе, прошедшего в начале января 2014 года финального раунда европейской квалификации, на мировое первенство отобраться вновь не смогла. После этой неудачи на пост главного тренера сборной назначена Магэль.
Неудачи преследовали сборную Франции и в последующее время. Команда не смогла преодолеть отборочные турниры ни чемпионата мира 2018, ни чемпионатов Европы 2015 и 2017. В 2017 французская сборная была включена в число участников Гран-при, но в 3-м дивизионе заняла лишь 3-е место.
После неудачи в розыгрыше Евролиги 2018 года, где французские волейболистки замкнули турнирную таблицу в своей группе предварительного этапа, главным тренером национальной команды страны был назначен бельгиец Эмиль Руссо, до этого на протяжении 5 лет возглавлявший мужскую команду «Кнак» (Руселаре, Бельгия). Под его руководством сборная Франции в группе «D» отборочного турнира чемпионата Европы 2019 не потерпела ни одного поражения и после 6-летнего перерыва вновь будет представлена в главном континентальном соревновании «Старого Света». На самом же чемпионате команда Франции удачно стартовала с победы над сборной Болгарии, но затем потерпела 4 поражения подряд и, заняв в своей группе предварительного этапа последнее место, выбыла из борьбы за высокие места. 
На чемпионате Европы 2021 сборная Франции дошла до четвертьфинала, одержав по ходу турнира победы в т.ч. над командами Бельгии (в группе предварительного этапа) и Хорватии (в 1/8-финала). В четвертьфинале соперницами француженок стали хозяйки решающей стадии чемпионата, действующие чемпионки мира и Европы волейболистки Сербии. Неожиданно команда Франции навязала борьбу фавориткам первенства, выиграв у них первый сет, но на дальнейшее серьёзное сопротивление молодой французской команды не хватило и сербки в итоге победили 3:1.    

## Результаты выступлений и составы

### Олимпийские игры
| - 1964 — не участвовала - 1968 — не участвовала - 1972 — не квалифицировалась - 1976 — не квалифицировалась - 1980 — не квалифицировалась - 1984 — не квалифицировалась - 1988 — не квалифицировалась - 1992 — не квалифицировалась | - 1996 — не участвовала - 2000 — не квалифицировалась - 2004 — не участвовала - 2008 — не квалифицировалась - 2012 — не квалифицировалась - 2016 — не участвовала - 2020 — не участвовала - 2024 — 10—12-е место |

- 2024: Элена Казот, Амандин Жардино, Кристина Бауэр, Иман Ндиайе, Нина Стоилькович, Люсиль Жикель, Аманда Сильвес, Эва Элуга, Леандра Олинга-Андела, Эмили Респо, Амели Ротар, Алимату Ба, Жюльетт Желен. Тренер — Эмиль Руссо.

### Чемпионаты мира
| - 1952 — 7-е место - 1956 — 12-е место - 1960 — не участвовала - 1962 — не участвовала - 1967 — не участвовала - 1970 — не участвовала - 1974 — 20-е место - 1978 — не участвовала - 1982 — не участвовала - 1986 — не квалифицировалась | - 1990 — не квалифицировалась - 1994 — не квалифицировалась - 1998 — не квалифицировалась - 2002 — не квалифицировалась - 2006 — не квалифицировалась - 2010 — не квалифицировалась - 2014 — не квалифицировалась - 2018 — не квалифицировалась - 2022 — не квалифицировалась - 2025 — |

### Гран-при
В розыгрышах Гран-при 1993—2008 и 2010—2016 сборная Франции участия не принимала.
- 2009 — не квалифицировалась
- 2017 — 27-е место (3-е в 3-м дивизионе)

- 2017: Мари-Франс Гарро-Дье, Сильвана Даскалу, Люсиль Жикель, Одетт Ндойе, Бруна Пезель, Ориан Амальрик, Жюльетт Фидон, Александра Даскалу, Александра Рошель, Нина Стоилькович, Келли Убли, Сафиату Зонго. Тренер — Феликс Андрэ.

### Лига наций
- 2025 — 9-е место

### Кубок претендентов ФИВБ
- 2022 — 5—7-е место
- 2023 —  1-е место

### Чемпионаты Европы
| - 1949 — 5-е место - 1950 — не участвовала - 1951 — 4-е место - 1955 — не участвовала - 1958 — 9-е место - 1963 — не участвовала - 1967 — не участвовала - 1971 — 13-е место - 1975 — не квалифицировалась - 1977 — не квалифицировалась - 1979 — 11-е место - 1981 — не квалифицировалась - 1983 — 10-е место - 1985 — 8-е место - 1987 — 7-е место - 1989 — 10-е место - 1991 — 9—10-е место | - 1993 — не квалифицировалась - 1995 — не квалифицировалась - 1997 — не квалифицировалась - 1999 — не квалифицировалась - 2001 — 8-е место - 2003 — не квалифицировалась - 2005 — не квалифицировалась - 2007 — 7—8-е место - 2009 — 13—16-е место - 2011 — 9—12-е место - 2013 — 5—8-е место - 2015 — не квалифицировалась - 2017 — не квалифицировалась - 2019 — 21—24-е место - 2021 — 5—8-е место - 2023 — 5—8-е место - 2026 — |

- 2001: Карин Салинас, Сильви Лопес, Виржини Сарпо, Лоранн Дотэ, Северин Шевчик, Сандра Уриос, Лор Кёниг, Сандра Кочиневски, Карин Авас, Виржини Каджо, Северин Льенар, Кинга Мацулевич. Тренер — Цзю Ган Бай.
- 2007: Карин Салинас, Елена Лозанчич, Кристина Боэр, Анна Рыбачевски, Женнифер Марешаль, Естель Керар, Армель Фэш, Виктория Равва, Алексия Джилали, Лесли Туриаф, Элен Шлек, Александра Рошель. Тренер — Янь Фан.
- 2009: Вероника Юдима, Фелисия Менара, Кристина Боэр, Амандин Морисетт, Полин Суллар, Анна Рыбачевски, Маэва Орль, Армель Фэш, Дебора Ортшит, Алексия Джилали, Северин Льенар, Северин Шевчик, Эстель Керар, Елена Лозанчич. Тренер — Фабрис Виаль.
- 2011: Полин Суллар, Вероника Юдима, Таяна Тере, Кристина Боэр, Марьель Буске, Елена Лозанчич, Анна Рыбачевски, Маэва Орль, Армель Фэш, Маллори Стё, Гаэль Моллинже, Элен Шлек, Александра Даскалю, Александра Рошель. Тренер — Фабрис Виаль.
- 2013: Мириам Клостер, Астрид Супли, Кристина Боэр, Александра Жюпитер, Лейла Туифуа, Анна Рыбачевски, Маэва Орль, Дебора Ортшит, Маллори Стё, Элен Шлек, Элизабет Федель, Александра Рошель. Тренер — Фабрис Виаль.
- 2019: Элена Казот, Амандин Жардино, Кристина Бауэр, Полин Мартен, Нина Стоилькович, Люсиль Жикель, Аманда Сильвес, Жюльетт-Мари Фидон-Леблё, Александра Даскалу, Манон Морель, Леандра Олинга-Андела, Одетт Ндойе, Маллори Стё-Калерон, Жюльетт Желен. Тренер — Эмиль Руссо.
- 2021: Элена Казот, Амандин Жардино, Нина Стоилькович, Люсиль Жикель, Исалин Саже-Вейдер, Аманда Марин Сильвес, Эва Элуга, Лиза Арбос, Лея Ратаири, Эмилия Респо, Жад Дефрайе, Амели Ротар, Алимату Ба, Жюльетт Желен. Тренер — Эмиль Руссо.

### Евролига
- 2009 — 4-е место
- 2010 — не участвовала
- 2011 — 5—6-е место
- 2012 — 5—6-е место
- 2013 — не участвовала
- 2014 — не участвовала
- 2015 — не участвовала
- 2016 — 7—9-е место
- 2017 — 5—6-е место
- 2018 — 10—12-е место
- 2019 — 10—12-е место
- 2021 — 5—6-е место
- 2022 —  1-е место
- 2023 — 5—6-е место
- 2024 — не участвовала

- 2022: Элена Казот, Амандин Жардино, Манон Бернанр, Нина Стоилькович, Люсиль Жикель, Изалин Саже-Вейдер, Аманда Сильвес, Эва Элуга, Леандра Олинга-Андела, Лея Ратаири, Эмили Респо, Алимату Ба, Сабин Эвежен. Тренер — Эмиль Руссо.

### Средиземноморские игры
- 2-е место — 1983, 1993.
- 3-е место — 1979, 1997, 2001.
- 4-е место — 2018.
- 5-е место — 1991.
- 6-е место — 2005, 2009, 2013.
- 9-е место — 2022.

### Кубок весны
Женская сборная Франции 4 раза побеждала (в 1982, 1985, 1986 и 1996 годах) и трижды становилась призёром (серебряным — в 1995; бронзовым — в 1983 и 2005) в традиционном международном турнире Кубок весны (Spring Cup), который ежегодно (с 1962 для мужских и с 1973 для женских сборных команд) проводился по инициативе федераций волейбола западноевропейских стран.

## Тренеры
| - 1949—1951 — Марсель Матор - 1952—1963 — Жак Лиу - 1963—1968 — Жанин Фольшерис - 1968—1969 — Луи Пуату - 1970—1972 — Жорж Дероз - 1972—1977 — Франсуаз Спинози - 1977—1979 — Збигнев Русек - 1979 — Пьер Бержо - 1980—1983 — Северен Гранворка - 1983 — Доминик Пети - 1984—1989 — Ральф Ипполит | - 1990—1994 — Жерар Денажа - 1994—1997 — Жерар Жуо - 1997—2003 — Цзю Ган Бай - 2004—2006 — Ян Санчес - 2007 — Янь Фан - 2007—2013 — Фабрис Виаль - 2013—2014 — Маурисио Паэс - 2014—2016 — Магали Магэль - 2017—2018 — Феликс Андре - с 2018 — Эмиль Руссо |

## Состав
Сборная Франции в соревнованиях 2024 года (Лига наций, Олимпийские игры).
| №  | Имя, фамилия          | Год рождения | Рост | Амплуа      | Клуб                       |
| -- | --------------------- | ------------ | ---- | ----------- | -------------------------- |
| 1  | Элена Казот           | 1997         | 184  | нападающая  | «Веро Воллей Милано» Монца |
| 3  | Амандин Жардино       | 1995         | 172  | либеро      | «Нептюн де Нант» Нант      |
| 4  | Кристина Бауэр        | 1988         | 196  | центральная | «Хьюстон» — LOVB           |
| 7  | Иман Ндиайе           | 2001         | 188  | нападающая  | «Кечлёрен» Анкара          |
| 8  | Манон Бернар          | 1995         | 175  | либеро      | «Безье»                    |
| 9  | Нина Стоилькович      | 1996         | 180  | связующая   | «Айдын»                    |
| 10 | Фатумата Фангуаду     | 2003         | 186  | центральная | «Шамальер»                 |
| 11 | Люсиль Жикель         | 1997         | 189  | нападающая  | «Реале Мутуа Фенера» Кьери |
| 15 | Аманда Сильвес        | 2000         | 192  | центральная | «Пинероло»                 |
| 21 | Эва Элуга             | 1999         | 192  | центральная | «Пэ д’Э» Венель            |
| 23 | Леандра Олинга-Андела | 1997         | 185  | центральная | «Пинероло»                 |
| 53 | Маэва Шальк           | 2005         | 185  | нападающая  | «Волеро Ле-Канне» Ле-Канне |
| 63 | Эмили Респо           | 2003         | 176  | связующая   | «Пэ д’Э» Венель            |
| 75 | Гев Диуф              | 2002         | 182  | нападающая  | «Ополе»                    |
| 88 | Амели Ротар           | 2000         | 188  | нападающая  | «Рома» Рим                 |
| 91 | Алимату Ба            | 2003         | 187  | нападающая  | «Нептюн де Нант» Нант      |
| 98 | Сабин Эвежен          | 1994         | 179  | нападающая  | «Шамальер»                 |
| 99 | Жюльетт Желен         | 2001         | 166  | либеро      | «Веро Воллей Милано» Монца |

- Главный тренер —  Эмиль Руссо.
- Тренеры — Феликс Андре, Шарль Готье.

## Фотогалерея
- Виктория Равва
- Эстель Керар
- Елена Лозанчич
- Карин Салинас
- Вероника Юдима
- Мириам Клостер
- Кристина Бауэр
- Элен Шлек
- Дебора Ортшит
- Александра Рошель